# 平和町 (横手市)
平和町（へいわちょう）は、秋田県横手市の町丁。郵便番号は013-0035。人口は459人、世帯数は219世帯（2020年10月1日現在）。丁目の設定のない単独町名で、全域で住居表示を実施している。旧横手市前郷の一部に相当する。

## 地理
横手地域の中央部に位置し、東で旭川・本郷町、北西で前郷一番町、西と南で神明町、北で清川町・鍛冶町と隣接する。北部を阿桜大通り（都市計画道路駅東線）が、西端をけやき大通り（都市計画道路横手環状線）が通り、南端をJR北上線が東西に横断する。本郷第一地区・第二地区土地区画整理事業が行われ、整然とした市街地が形成されている。ほとんどが住宅であるが、小売店や事務所も点在する。
全域が都市計画区域に含まれるが、区域区分非設定区域となっている。都市計画法上の用途地域では阿桜大通り沿いが近隣商業地域に、その他が第二種住居地域に、北西部の一部が商業地域に、北部の一部が第一種住居地域に指定されている。

### 地名の由来
現在の平和町という地名は1966年に実施された住居表示の際に命名されたもので、かつて町内を横断していた旧国道107号が、平鹿郡と和賀郡を結ぶ「平和街道」と呼ばれていたことに由来する。

## 歴史
駅前地区、本郷第一地区の土地区画整理事業の施工範囲に挟まれた地区であり、スプロール化が進行しつつあった。1974年（昭和49）度より事業に着手、本郷第二地区土地区画整理事業として都市基盤が整備された。

### 町名の変遷
町名の変遷は以下の通りである。特記のないものはすべて住居表示実施に伴う変更。
| 実施後 | 実施年月日     | 実施前                   |
| ------ | -------------- | ------------------------ |
| 平和町 | 昭和41年4月1日 | 前郷字三井寺（一部）     |
| 平和町 | 昭和41年4月1日 | 前郷字岩瀬（一部）       |
| 平和町 | 昭和41年4月1日 | 前郷字水上（一部）       |
| 平和町 | 昭和41年4月1日 | 前郷字囲内（一部）       |
| 平和町 | 昭和51年4月1日 | 前郷字岩瀬（一部）       |
| 平和町 | 昭和51年4月1日 | 前郷字田名子谷地（一部） |

## 世帯数と人口
2020年（令和2年）10月1日現在の世帯数と人口は以下の通りである。
| 丁目   | 世帯数  | 人口  |
| ------ | ------- | ----- |
| 平和町 | 210世帯 | 459人 |

### 人口・世帯数の推移
以下は国勢調査による1995年（平成7年）以降の人口の推移。
| 年                 | 人口 |
| ------------------ | ---- |
| 1995年（平成7年）  | 712  |
| 2000年（平成12年） | 637  |
| 2005年（平成17年） | 563  |
| 2010年（平成22年） | 537  |
| 2015年（平成27年） | 435  |
| 2020年（令和2年）  | 459  |

以下は国勢調査による1995年（平成7年）以降の世帯数の推移。
| 年                 | 世帯数 |
| ------------------ | ------ |
| 1995年（平成7年）  | 248    |
| 2000年（平成12年） | 228    |
| 2005年（平成17年） | 218    |
| 2010年（平成22年） | 216    |
| 2015年（平成27年） | 179    |
| 2020年（令和2年）  | 210    |

## 小・中学校の学区
市立小・中学校に通う場合、学区（校区）は以下の通りとなる。
| 番地 | 小学校               | 中学校               |
| ---- | -------------------- | -------------------- |
| 全域 | 横手市立横手南小学校 | 横手市立横手南中学校 |

## 交通

### 鉄道
町内に駅はない。最寄り駅は■奥羽本線、■北上線の横手駅。

### バス
羽後交通
- 平和町（山内線、横手清陵学院線）
- 清川町入口（山内線、横手清陵学院線）
- セントラル前（山内線、横手清陵学院線）

横手市循環バス
- よねや南店前

### 道路
- 阿桜大通り（駅東線）
- けやき大通り（中央線）

## 施設
- 水上児童公園[18]
- 松與会館（4番2号）[19]
- ヤマザワ よねや南店（7番1号）[20]
- 横手セントラルホテル（9番10号）[21]
- ツルハドラッグ 横手平和町店（15番31号）[22]

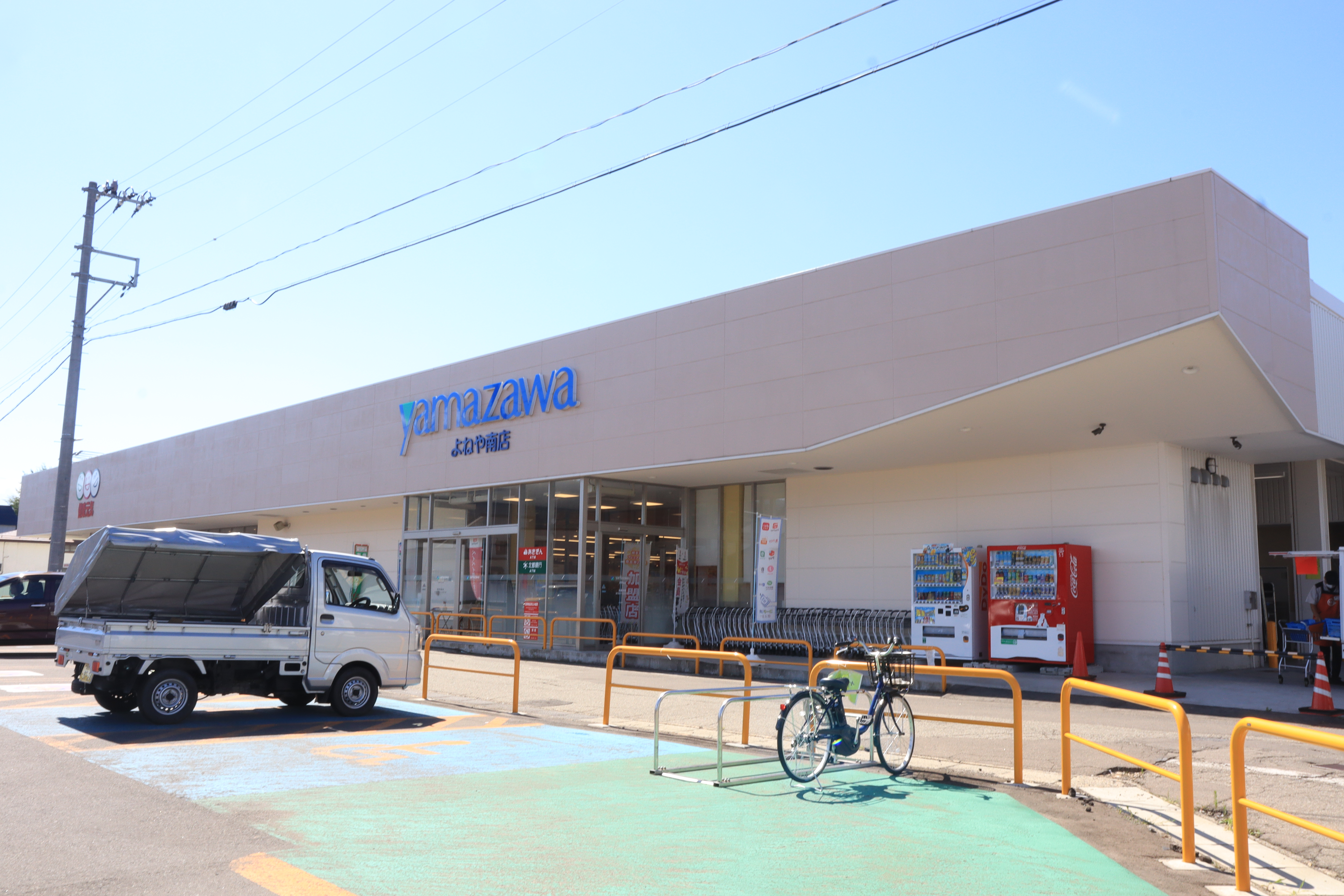
よねや南店